# Dragón eslavo

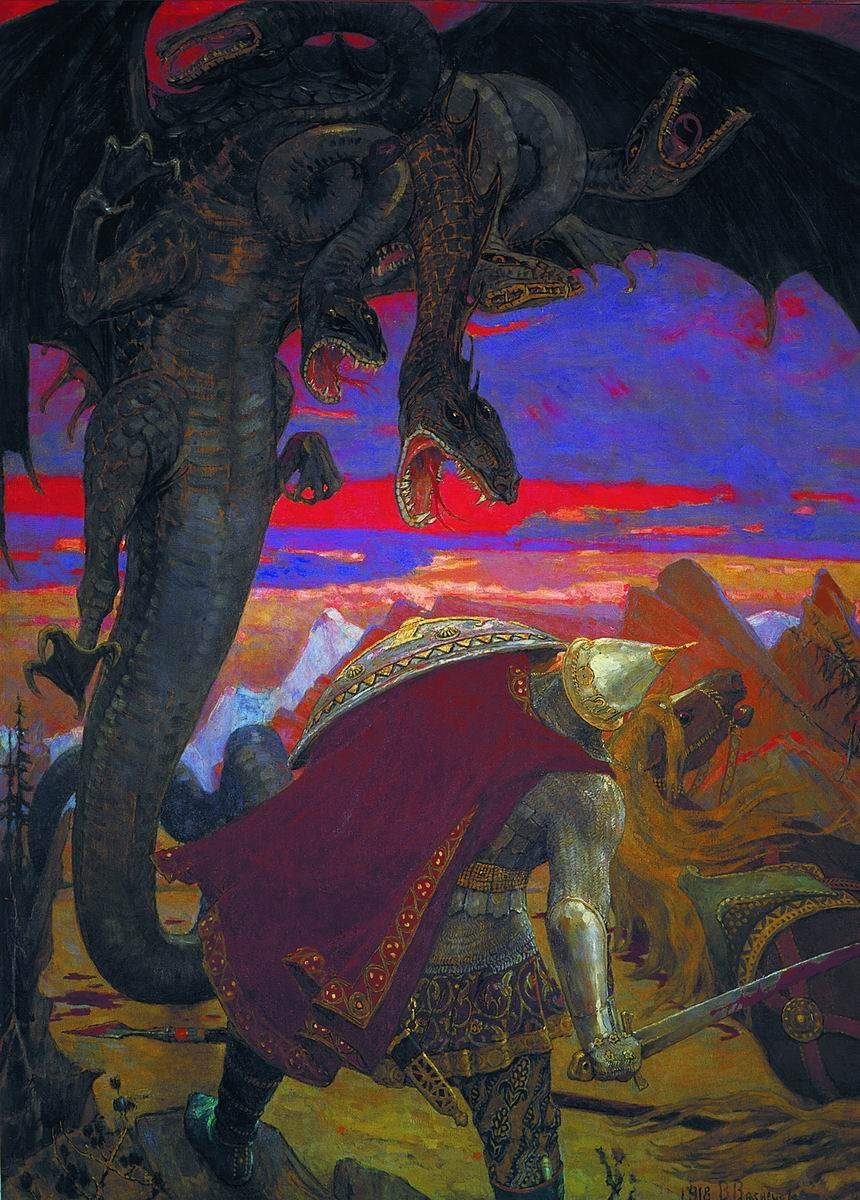
Zmey Gorýnych, por Viktor Vasnetsov.

Zmey, zmiy o zmaj son los nombres europeos de los dragones eslavos. Zmey es similar al dragón tradicional, pero está equipado con múltiples cabezas. Mientras vuela, escupe fuego.
En los países eslavos, los dragones tienen diversos simbolismos. Uno de ellos es llamado Turkic (o Zilant) y se utilizó para representar el conflicto que existió durante muchos años entre eslavos y turcos. Según sea el género de los dragones (los zmey son versiones masculinas) son benéficos o dañinos para la agricultura. Las versiones femeninas suelen ser dañinas mientras que las versiones masculinas suelen ser beneficiosas.
En la mitología de esta región, los dragones adquieren características particulares. Estas criaturas fantásticas son conocidos por muchos nombres: En Rusia y Bulgaria se los conoce como zmey, en el antiguo eslavo eclesiástico como zmiy, en Serbia como zmaj, y en Polonia como żmij. Todas estas palabras son variantes de una palabra eslava que significa «serpiente».
En Rusia y Ucrania, se creía en la existencia de un dragón llamado Zmey Gorýnych (Змей Горы́ныч), equipado con tres cabezas que eran capaces de escupir fuego simultáneamente. Su cuerpo era verde, tenía dos patas traseras y un par de patas delanteras pequeñas.
Otros dragones rusos (por ejemplo, Tugarin Zméievich) tienen nombres de origen turco, probablemente como una forma de asociar el mal con los mongoles y otros habitantes de las estepas.
Esta es la razón por la cual San Jorge- que representa el cristianismo- llega a matar a un dragón- que representa a Satanás. Este símbolo está representado en la bandera de la ciudad de Moscú.
En Eslovenia, los dragones son representados como animales de naturaleza dañina, y que están vinculados a las leyendas de San Jorge. Sin embargo, el dragón no siempre representa peligro. El mejor ejemplo es el Dragón de Liubliana, que protege a la ciudad de Liubliana con auténtica benevolencia, la bandera de la ciudad presenta la figura de este dragón.
En Croacia, Bulgaria, Serbia y Montenegro, el dragón zmaj, zmei o lamja es representado como un monstruo de 3, 7 o 9 cabezas que escupen fuego.